# Westendorf (Augusta)
Westendorf è un comune tedesco di 1 528 abitanti, situato nel land della Baviera.